# Nissan 300ZX
La Nissan 300ZX (connue sous son nom d'origine Nissan Fairlady Z au Japon depuis son début) fait partie de la lignée des voitures sportives de la série Z de chez Nissan.
Elle a été vendue au Japon de 1983 à 2000 et aux États-Unis de 1984 à 1996, le nom 300ZX a suivi la numération initiée avec la Z originale, la Nissan Fairlady Z (S30), qui a été commercialisée aux États-Unis sous le nom de 240Z . La 300ZX de première génération connue sous le nom de modèle Z31 a été produite de 1983 à 1989 et a été un succès commercial, devenant le coupé Z le plus vendu pour Nissan.
Pour être encore plus compétitive sur le marché des voitures de sport, la deuxième génération de 300ZX est montée en gamme. Elle fut dotée d'une technologie plus avancée, mais son prix était plus élevé qu'auparavant, avec des augmentations de prix consécutives chaque année. Les ventes diminuaient chaque année, une tendance sur le marché des voitures de sport haut de gamme à l'époque, et Nissan a interrompu la vente des 300ZX aux États-Unis après 1996, bien que la voiture continuerait à être vendue sur le marché japonais jusqu'en 2001 avec de faibles quantités de production.
La Nissan 350Z a succédé à la 300ZX en 2003.

## Z31

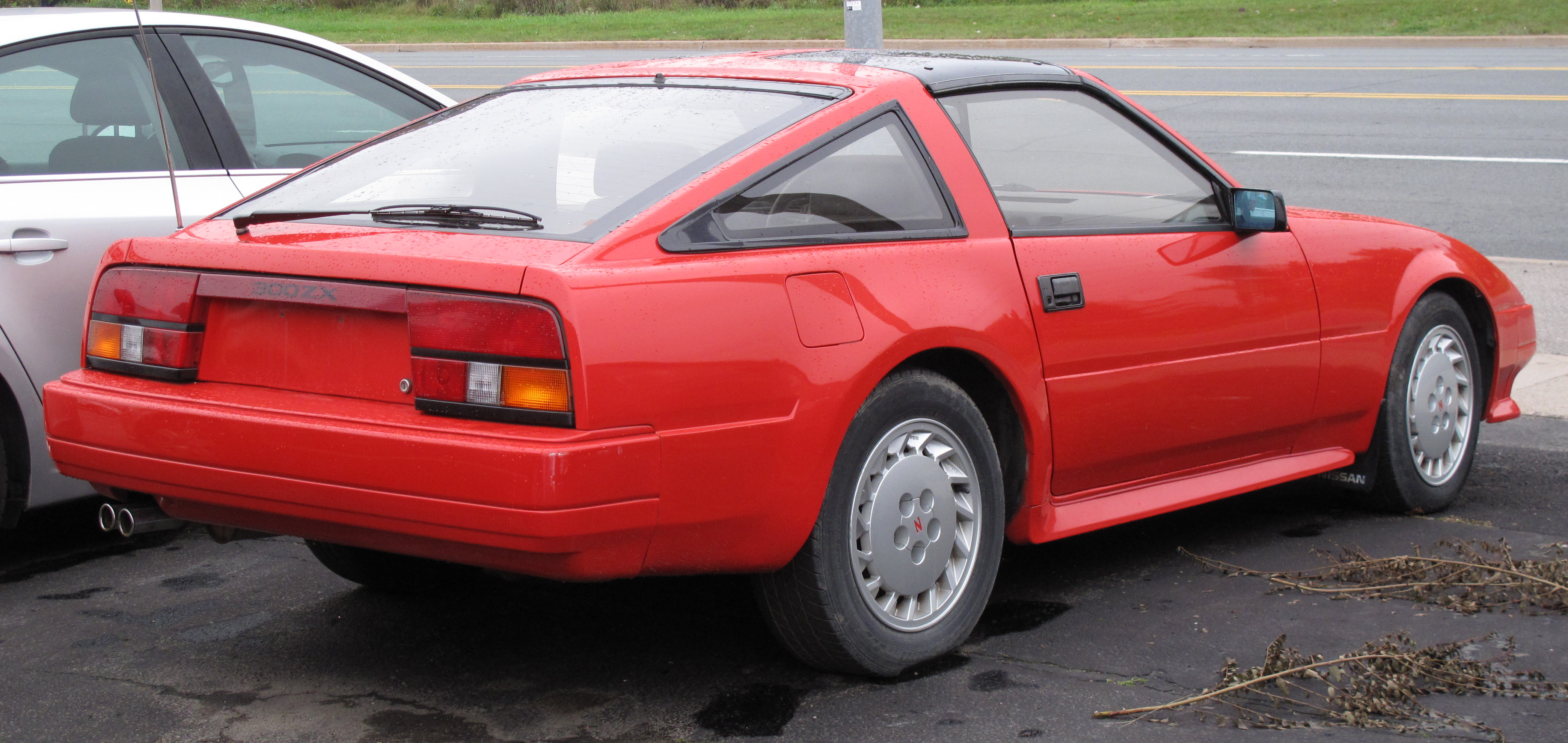
Vue arrière d'une Nissan Z31 Turbo de 1986.

La Nissan Fairlady Z31 300ZX fut distribuée de 1983 à 1989 (1985 à 1989 pour la France). Elle fut introduite pour la première fois au Japon le 16 septembre 1983, sous le nom de Fairlady Z.
C'est la quatrième génération de Z (240Z, 260Z, 280ZX). Elle gardera l'appellation Datsun jusqu'en 1985, puis prendra le nom de Nissan par la suite. La ligne particulièrement aérodynamique de la carrosserie et son restylage réussi de 1987 sont l'œuvre de Kazumasi Takagi et de son équipe. L'aérodynamisme fut amélioré, et la puissance fut augmentée par rapport à son prédécesseur. La 300ZX avait un coefficient de traînée de 0,30 et était propulsée par le premier moteur V6 produit en série au Japon au lieu des six cylindres en ligne utilisés jusqu'alors. Selon Nissan, le nouveau moteur V6 était destiné à maintenir l'esprit du six cylindres des premières Fairlady Z, mais dans un ensemble plus compact et efficace.
La voiture est motorisée en France par la plus grosse motorisation disponible au Japon, le VG30ET, un V6 3 000 cm3 SOHC (un seul arbre à cames en tête) turbo compressé de 228 ch DIN (elle fut aussi vendue en VG30E, moteur similaire, mais atmosphérique).
La voiture était très bien équipée pour le marché français : climatisation, direction assistée, vitres électriques, fermeture centralisée, régulateur de vitesse, rétroviseurs électriques, ABS, intérieur cuir ainsi que le fameux T-Top, qui avait créé un fort engouement sur la gamme Fairlady Z à partir de la 280ZX aux États-Unis.
La vitesse de pointe est de 250 km/h.
La voiture a été développée sur la base de la Nissan GTP ZX Turbo.
On estime à environ 329 900 le nombre de véhicules produits pour le marché mondial entre 1983 et 1989 et 70 000 pour la seule année 1985. En France, le véhicule a toutefois connu une diffusion particulièrement modeste avec moins de 300 exemplaires vendus sur la période.
En 1989, la Z31 est remplacée par la Z32.

## Z32
La Nissan 300 ZX Z32 fut fabriquée de 1989 à 1999.
Plusieurs versions étaient disponibles :
- atmosphérique (VG30DE) 2+2 non distribué en Europe ;
- double turbo (VG30DETT) 2+2 et 2+0, seule la version 2+2 fut distribuée en Europe ;
- cabriolet (VG30DE) non-distribué en Europe. Le moteur principal était un V6 de 3 litres atmosphérique longitudinal qui développait à la base 222 ch.

La version double turbo a le même moteur légèrement modifié, équipé de deux turbocompresseurs. Il développait 286 ch avec la transmission manuelle 5 rapports (300 ch SAE) et 268 ch avec la boîte automatique à 4 rapports. La 300 ZX atteignait une vitesse de pointe (bridée électroniquement) de 250 km/h.
La commercialisation en Europe s'est arrêtée en 1996. Le Japon la vendra jusqu'en 1999.
Elle est remplacée par la Nissan 350Z Z33.